# Lights… Camera… Revolution!
Lights… Camera… Revolution! ist das vierte Studioalbum der amerikanischen Crossover-Band Suicidal Tendencies und wurde im Jahr 1990 von Epic Records veröffentlicht.

## Entstehungsgeschichte
Die Aufnahmen zum Album fanden bei Rumbo Recorders und in den Amigo Studios in Kalifornien statt. Als Produzent wurde Mark Dodson engagiert, der bereits das Vorgängeralbum How Will I Laugh Tomorrow … When I Can’t Even Smile Today produzierte. Robert Trujillo ersetzte im Vorfeld Bob Heathcote als Bassisten. Er sorgte für neue Funk-Einflüsse, die den früheren Hardcore-Punk-Stil erweiterten. Dadurch verlagerte sich der Stil mehr in Richtung Metal.
Nach der Veröffentlichung des Albums versuchten die Suicidal Tendencies ihre Hörerschaft zu erweitern. Im September spielten sie in Europa einige Shows mit Testament, Slayer und Megadeth als Teil der Clash-of-the-Titans-Tour. 1991 folgte eine US-Tour als Vorgruppe der Progressive-Metal-Band Queensrÿche.

## Liedinhalte
You Can’t Bring Me Down und auch weitere Songtexte des Albums waren als Reaktion auf die ablehnende Haltung, insbesondere der europäischen Presse und des amerikanischen Zensurgremiums PMRC zu verstehen. Auch die US-Hardcore-Szene, die seit Bandgründung kein gutes Haar an der Gruppe ließ, wurde in den Songs angegriffen.

## Titelliste
1. You Can’t Bring Me Down (Muir, George) – 5:50
2. Lost Again (Muir, George) – 5:16
3. Alone (Muir, Mike Clark) – 4:24
4. Lovely (Muir, Clark, Trujillo) – 3:45
5. Give It Revolution (Muir, Clark, Herrera) – 4:22
6. Get Whacked (Muir, Clark) – 4:23
7. Send Me Your Money (Muir) – 3:24
8. Emotion No. 13 (Muir, George) – 3:43
9. Disco’s Out, Murder’s In (Muir, Clark, Herrera) – 3:07
10. Go ’N Breakdown (Muir, Clark) – 4:39

## Rezeption
Im Metal Hammer bewertete die spätere Chefredakteurin Andrea Nieradzik Lights… Camera… Revolution! mit der Bestnote 7 von 7 Punkten und resümierte: "Leadgitarrist Rocky George glänzt durch zahlreiche Ideen und eine wahnwitzige Spielfreude, die Rhythmussektion weiß locker mitzuziehen und Sänger Mike Muir zeigt sich ausdrucksstärker denn je (...) DIE Suicidal-Scheibe überhaupt".

## Erfolg
Die Singles aus diesem Album waren You Can’t Bring Me Down, Send Me Your Money und Alone. Das Video zu You Can’t Bring Me Down hatte ein großes Airplay auf MTV und wurde 1991 für einen Grammy Award in der Kategorie Best Metal Performance nominiert, verlor aber gegen Metallicas Stone Cold Crazy, eine Neuauflage eines Queen-Klassikers.
Das Album erreichte Platz 101 der offiziellen US-Billboard-Charts und verfehlte damit um einen Platz den Erfolg des Albums Join the Army. Es ist damit das vierterfolgreichste Album der Gruppe. Am 11. September 1994 wurde dem Album eine Goldene Schallplatte in den USA verliehen.

## Trivia
You Can’t Bring Me Down wurde für den Soundtrack des Films Guncrazy verwendet, das Lied Send Me Your Money und das dazugehörige Video wurde in der Beavis-and-Butt-Head-Serie verwendet.